# Жоржиньо (итальянский футболист)
Жо́рже Луи́з Фре́лло Фи́льо (порт.-браз. Jorge Luiz Frello Filho; бразильский португальский: [ʒɔʁˈʒĩj̃u]; итальянское произношение: [(d)ʒorˈ(d)ʒiɲɲo]; род. 20 декабря 1991, Имбитуба, Санта-Катарина), более известный как Жоржиньо (порт. Jorginho) — итальянский футболист, полузащитник клуба «Фламенго» и сборной Италии. Чемпион Европы 2020. Участник двух чемпионатов Европы (2020 и 2024). Лучший футболист 2021 года по версии УЕФА.

## Ранние годы
Родился на юге Бразилии в бедном индустриальном городе Имбитуба. В 15 лет Жоржиньо покинул Бразилию и перебрался в Италию, где у него было немало родственников, в том числе бабушка и дедушка по линии матери. Они ему и помогли впоследствии получить итальянское гражданство.

## Клубная карьера
В 2007 году успешно прошёл просмотры в «Вероне». Провёл в её системе три года, после чего отправился в аренду в клуб из четвёртого дивизиона «Самбонифацезе». Как вспоминает Жоржиньо, именно в этой команде он впервые попробовал себя в центре поля. До этого он закрывал правый фланг атаки. Провёл 31 матч в рамках Серии C2, и забил свой первый гол.

### «Верона»
Летом 2011 года вернулся в «Верону». В то время это была команда-лифт, которая постоянно то выходила в Серию A, то вновь вылетала. К моменту возвращения Жоржиньо «Верона» играла в Серии B. У игрока было достаточно времени, чтобы поиграть на этом уровне и подготовиться к элитному дивизиону. Дебют в «Вероне» состоялся 4 сентября 2011 года в поединке против «Сассуоло». В сезоне 2012/13 Жоржиньо сыграл в 44 матчах во всех турнирах, а его команда заняла второе место и напрямую вышла в Серию А.
Перед дебютом в высшем дивизионе Жоржиньо помог «Вероне» выбить «Палермо» из Кубка Италии (1:0). 24 августа 2013 года, в матче первого тура, «Верона» обыграла дома «Милан» (2:1), Жоржиньо провёл все 90 минут и получил жёлтую карточку. В сентябре-октябре итальянец набрал великолепную форму, забив в четырёх матчах кряду и отдав две голевые передачи. Его команда набрала 10 очков, которые впоследствии оказались очень важными. Перед зимним перерывом Жоржиньо снова начал забивать и раздавать ассисты. 12 января отыграл 90 минут в матче против «Наполи». Как оказалось, это был последний поединок итальянца в родной команде.

### «Наполи»
18 января 2014 года был оформлен переход Жоржиньо в «Наполи». Контракт был подписан до 2018 года. За 50 % прав «ослы» получили 5,5 миллионов евро. 25 января дебютировал в новой команде в матче против «Кьево» (1:1). До конца сезона практически всегда выходил в стартовом составе, однако, по мнению СМИ, тогдашний наставник неаполитанцев Рафа Бенитес использовал полузащитника неправильно. Оборонительный стиль игры заставлял Жоржиньо постоянно отрабатывать в защите. Он был одним из лучших по отборам, но из-за этого не мог сосредоточиться на своих прямых обязанностях — созидании. Следующий сезон был для Жоржиньо худшим в «Наполи». Почти в половине матчей он оставался в запасе, а в остальных либо выходил с замены, либо играл 50-60 минут. «Наполи» тоже выступал нестабильно, финишировав в итоге за пределами первых трёх строчек таблицы. Бенитес был уволен, а Жоржиньо наконец-то смог «задышать» в новой команде. В сезоне 2015/16 он сыграл 35 матчей и отдал 4 ассиста. Жоржиньо стал главным двигателем атак «ослов», он принял участие в 53 % голах «Наполи» — лучший процент в Серии А. Под руководством Маурицио Сарри итальянец оттачивал своё мастерство плеймейкера, став одним из лучших в Серии А по количеству передач за матч, точности передач и ключевым передачам. «Наполи» впоследствии выкупил у «Вероны» вторую половину прав на игрока.
С лета 2015 года Жоржиньо стал объектом внимания со стороны СМИ. Его начали связывать с английскими, испанскими и немецкими грандами. Основными претендентами считались «Арсенал», «Реал», «Ливерпуль», дортмундская «Боруссия» и «Челси». Однако официальных предложений не последовало. Агент даже признался, что посещал все топ-клубы Англии, но так и не встретил конкретики.

Он хочет завершить сезон как можно удачнее, поэтому в интересах игрока и клуба переговоры о продлении контракта отложены на лето. Им действительно интересуются в Англии. Он игрок сборной, таких по уровню, как он, не много. Естественно, клубы им интересуются, но официальных предложений пока не было.
Оригинальный текст (англ.)He wants to finish the season in the best way possible, the discussion on a renewal be let slide until the end of the season, in the interests of the player and the club. Is there interest from England? Yes, he's in the national team and there aren’t many players who play like him. Logically clubs are interested in him, but as yet there have been no official offers

Сам Жоржиньо не торопился покидать неаполитанскую команду. Он дал понять, что будет оставаться тут, пока на посту главного тренера находится Сарри. Вскоре игрок продлил контракт с «Наполи» до 2020 года, в котором была прописана сумма отступных в 70 миллионов евро.
В сезоне 2016/17 прогресс Жоржиньо продолжился. В поединке 28-го тура Серии А против «Лацио» он отдал 151 точную передачу — лучший показатель в Италии за весь тот сезон. Точность передач при этом составила 94 %. Летом 2017 года слухи относительно перехода Фрелло в другую команду продолжали появляться, но в итоге он остался в «Наполи». В следующем сезоне вывел искусство своего паса на новый уровень: 98 точных передач за матч — лучший показатель в чемпионате, 93 % точности — девятый результат за всю историю турнира. В среднем за игру он раздавал 1,5 ключевых паса и совершал 1,4 перехвата за игру. По всем этим показателям он был лучшим в «Наполи» и одним из лучших во всех Италии.

### «Челси»
14 июля 2018 года Жоржиньо перешёл в «Челси» за 57 миллионов евро, этот клуб возглавлял Сарри, с которым игрок ранее уже работал. В этот же день клуб анонсировал игровой номер игрока — 5. По словам президента «Наполи» Аурелио де Лаурентиса, ранее он был близок к тому, чтобы присоединиться к «Манчестер Сити». 5 августа 2018 года Жоржиньо дебютировал в матче за Суперкубок Англии 2018 на стадионе «Уэмбли» против того самого соперника и был освистан фанатами «Сити» в проигранном матче «Челси» 0:2. Шесть дней спустя он сыграл свой первый матч в английской Премьер-лиге, в котором забил с пенальти в ворота «Хаддерсфилда». В третьем матче лиги в составе «Челси», который выиграл 2:1 на выезде у «Ньюкасл Юнайтед», Жоржиньо выполнил 158 передач, что стало новым рекордом для самых успешных передач футболиста «Челси» в одном матче Премьер-лиги, и второй в истории лиги после 167 выполненных передач Илкая Гюндогана за «Манчестер Сити» в матче против «Челси» в предыдущем сезоне. 23 сентября 2018 года Жоржиньо побил рекорд попыток сделать передачу в шестом матче чемпионата, сделав 180 передач в матче против «Вест Хэм Юнайтед», побив рекорд 173 попыток передачи, вновь установленный Гюндоганом в том же самом матче «Манчестер Сити» и «Челси» годом ранее. 24 февраля 2019 года, после ничьи 0:0 после дополнительного времени в финале Кубка лиги против действующего обладателя кубка «Манчестер Сити», Жоржиньо не реализовал первый пенальти в серии, в результате чего «Манчестер Сити» одержал победу 4:3. 29 мая 2019 года Жоржиньо сыграл в финале Лиги Европы УЕФА 2019, где «Челси» одержал победу над «Арсеналом» со счётом 4:1.
14 августа 2019 года в Суперкубке УЕФА 2019 против «Ливерпуля» Жоржиньо забил гол с пенальти в дополнительное время, тем самым сравняв счёт и переведя игру в серию пенальти. Жоржиньо забил первый пенальти «Челси», но «Ливерпуль» в конечном итоге выиграл в серии пенальти 5:4. 28 сентября 2019 года он забил свой первый гол в сезоне, также с пенальти, в домашнем матче против «Брайтон энд Хоув Альбион». 5 ноября он дважды забил с пенальти, когда «Челси» сыграл вничью 4:4 в матче Лиги чемпионов против «Аякса».
14 сентября 2020 года Жоржиньо с пенальти забил первый гол «Челси» в сезоне в ворота «Брайтона». 20 сентября 2020 года Жоржиньо не забил свой первый пенальти за «Челси» в том же матче, в котором он сыграл за клуб свой 100-й матч, игра закончилась поражением 0:2 в игре с «Ливерпулем». 3 октября 2020 года он забил два пенальти, когда «Челси» дома переиграл 4:0 «Кристал Пэлас». Жоржиньо не реализовал пенальти 28 октября 2020 года в матче против «Краснодара» во втором туре Лиги чемпионов, хотя «синие» легко справились с соперником, обыграв «быков» 4:0 на стадионе «Краснодар». 29 мая 2021 года Жоржиньо вместе с командой стал победителем Лиги чемпионов, в финале турнира «Челси» одержал победу над «Манчестер Сити» со счётом 1:0.

### «Арсенал»
31 января 2023 года Жоржиньо стал игроком лондонского «Арсенала».

## Карьера в сборной
В марте 2016 года Фрелло получил свой первый вызов в сборную и вышел на поле на последнюю минуту товарищеского матча против Испании. Жоржиньо был включён Конте в расширенную заявку итальянцев для поездки на Евро, однако в последний момент был отстёгнут от турнира.
Новый наставник «Скуадры Адзурры» Джан Пьеро Вентура не сильно жаловал Жоржиньо, доверившись более опытным исполнителям (в том числе Вератти). Во время провальной кампании к ЧМ-2018 Жоржиньо лишь три раза попадал в заявку и не смог помочь ей в решающем матче против Швеции. Впоследствии журналисты назвали игнорирование Жоржиньо одной из главных ошибок Вентуры на посту главного тренера. Весной 2018 года место хавбека в сборной уже не поддавалось сомнению: он отыграл полные товарищеские матчи против Аргентины, Англии и Саудовской Аравии.
7 сентября 2018 года в матче Лиги наций Жоржиньо забил свой первый гол в ворота сборной Польши.
В 2021 году был включён в заявку сборной Италии на чемпионат Европы. 6 июля 2021 года реализовал победный, пятый пенальти в серии, принеся Италии победу над Испанией в полуфинале Евро-2020.

## Статистика

### Клубная статистика
| Выступление      | Выступление      | Выступление      | Лига | Лига | Кубки | Кубки | Еврокубки | Еврокубки | Остальные | Остальные | Итого | Итого |
| Клуб             | Лига             | Сезон            | Игры | Голы | Игры  | Голы  | Игры      | Голы      | Игры      | Голы      | Игры  | Голы  |
| ---------------- | ---------------- | ---------------- | ---- | ---- | ----- | ----- | --------- | --------- | --------- | --------- | ----- | ----- |
| Самбонифацезе →  | Серия С          | 2010/2011        | 31   | 1    | 2     | 0     | 0         | 0         | 0         | 0         | 33    | 1     |
| Самбонифацезе →  | Итого            | Итого            | 31   | 1    | 2     | 0     | 0         | 0         | 0         | 0         | 33    | 1     |
| Эллас Верона     | Серия Б          | 2011/12          | 30   | 2    | 1     | 0     | 0         | 0         | 2         | 0         | 33    | 2     |
| Эллас Верона     | Серия Б          | 2012/13          | 41   | 2    | 3     | 0     | 0         | 0         | 0         | 0         | 44    | 2     |
| Эллас Верона     | Серия Б          | 2013/14          | 18   | 7    | 1     | 0     | 0         | 0         | 0         | 0         | 19    | 7     |
| Эллас Верона     | Итого            | Итого            | 89   | 11   | 5     | 0     | 0         | 0         | 2         | 0         | 96    | 11    |
| Наполи           | Серия А          | 2013/14          | 15   | 0    | 4     | 1     | 0         | 0         | 0         | 0         | 19    | 1     |
| Наполи           | Серия А          | 2014/15          | 23   | 0    | 1     | 1     | 8         | 0         | 1         | 0         | 33    | 1     |
| Наполи           | Серия А          | 2015/16          | 35   | 0    | 1     | 0     | 2         | 0         | 0         | 0         | 38    | 0     |
| Наполи           | Серия А          | 2016/17          | 27   | 0    | 0     | 0     | 4         | 0         | 0         | 0         | 31    | 0     |
| Наполи           | Серия А          | 2017/18          | 33   | 2    | 1     | 0     | 5         | 2         | 0         | 0         | 39    | 4     |
| Наполи           | Итого            | Итого            | 133  | 2    | 7     | 2     | 19        | 2         | 1         | 0         | 160   | 6     |
| Челси            | Премьер-лига     | 2018/19          | 37   | 2    | 5     | 0     | 11        | 0         | 1         | 0         | 54    | 2     |
| Челси            | Премьер-лига     | 2019/20          | 31   | 4    | 5     | 0     | 7         | 2         | 1         | 1         | 44    | 7     |
| Челси            | Премьер-лига     | 2020/21          | 28   | 7    | 3     | 0     | 12        | 1         | 0         | 0         | 43    | 8     |
| Челси            | Премьер-лига     | 2021/22          | 29   | 6    | 8     | 1     | 8         | 2         | 2         | 0         | 47    | 9     |
| Челси            | Премьер-лига     | 2022/23          | 18   | 2    | 1     | 0     | 6         | 1         | 0         | 0         | 25    | 3     |
| Челси            | Итого            | Итого            | 143  | 21   | 22    | 1     | 44        | 6         | 4         | 1         | 213   | 29    |
| Арсенал (Лондон) | Премьер-лига     | 2022/23          | 14   | 0    | 0     | 0     | 2         | 0         | 0         | 0         | 16    | 0     |
| Арсенал (Лондон) | Премьер-лига     | 2023/24          | 24   | 0    | 3     | 0     | 9         | 1         | 0         | 0         | 36    | 1     |
| Арсенал (Лондон) | Премьер-лига     | 2024/25          | 14   | 0    | 6     | 0     | 6         | 1         | 0         | 0         | 26    | 1     |
| Арсенал (Лондон) | Итого            | Итого            | 52   | 0    | 9     | 0     | 17        | 2         | 0         | 0         | 78    | 2     |
| Всего за карьеру | Всего за карьеру | Всего за карьеру | 448  | 35   | 45    | 3     | 80        | 10        | 7         | 1         | 580   | 49    |

1. ↑  В графу «Кубки» входят игры и голы в национальных кубках, кубках лиги и суперкубках.
2. ↑  Остальные официальные матчи.

### Матчи за сборную
| №  | Дата             | Оппонент          | Счёт | Голы | Пасы | Минуты | Соревнование       |
| -- | ---------------- | ----------------- | ---- | ---- | ---- | ------ | ------------------ |
| 1  | 23 марта 2016    | Испания           | 1:1  | —    | —    | 1'     | Товарищеский матч  |
| 2  | 29 мая 2016      | Шотландия         | 1:0  | —    | —    | 23'    | Товарищеский матч  |
| 3  | 13 ноября 2017   | Швеция            | 0:0  | —    | —    | 90'    | Отбор ЧМ-2018      |
| 4  | 23 марта 2018    | Аргентина         | 0:2  | —    | —    | 87'    | Товарищеский матч  |
| 5  | 27 марта 2018    | Англия            | 1:1  | —    | —    | 90'    | Товарищеский матч  |
| 6  | 28 мая 2018      | Саудовская Аравия | 2:1  | —    | —    | 90'    | Товарищеский матч  |
| 7  | 1 июня 2018      | Франция           | 1:3  | —    | —    | 79'    | Товарищеский матч  |
| 8  | 4 июня 2018      | Нидерланды        | 1:1  | —    | —    | 78'    | Товарищеский матч  |
| 9  | 7 сентября 2018  | Польша            | 1:1  | 1    | —    | 90'    | Лиги наций 2018/19 |
| 10 | 10 сентября 2018 | Португалия        | 0:1  | —    | —    | 90'    | Лиги наций 2018/19 |
| 11 | 10 октября 2018  | Украина           | 1:1  | —    | —    | 90'    | Товарищеский матч  |

Итого: сыграно матчей: 11 / забито голов: 1; победы: 2, ничьи: 6, поражения: 3.

## Достижения

### Командные
«Наполи»
- Обладатель Кубка Италии: 2013/14
- Обладатель Суперкубка Италии: 2014

«Челси»
- Победитель Лиги чемпионов УЕФА: 2020/21
- Победитель Лиги Европы УЕФА: 2018/19
- Обладатель Суперкубка УЕФА: 2021
- Победитель Клубного чемпионата мира: 2021

Сборная Италии
- Чемпион Европы: 2020

### Личные
- Член символической «сборной сезона» Лиги Европы: 2018/19[42]
- Член символической «сборной сезона» Лиги чемпионов: 2020/21[43]
- Вошёл в символическую сборную Евро-2020[44]
- Обладатель приза лучшему футболисту года в Европе по версии УЕФА: 2021
- Обладатель «Бронзового мяча»: 2021
- Член сборной FIFPro: 2021

## Государственные награды
- Кавалер ордена «За заслуги перед Итальянской Республикой» (16 июля 2021) — в знак признания спортивных ценностей и национального духа, которые вдохновили итальянскую команду на победу на чемпионате Европы по футболу 2020[45][46]